# Will Bruin
William Bruin (San Luis, Misuri, 24 de octubre de 1989), conocido simplemente como Will Bruin, es un exfutbolista estadounidense. Jugaba de delantero y pasó su carrera en la Major League Soccer, donde jugó en los clubes: Houston Dynamo, Seattle Sounders FC y Austin FC.

## Trayectoria

### Fútbol universitario
Luego de graduarse de la escuela secundaria en 2008, Bruin jugó al fútbol en la Universidad de Indiana durante tres temporadas, anotando un total de 33 goles en 66 presentaciones, incluyendo 18 en 20 partidos en la temporada 2010. En su segundo año terminó segundo en la votación para ganar el Trofeo Hermann en 2010 detrás del delantero de los Akron Zips, Darlington Nagbe. Bruin decidió no jugar su último año en la universidad, declarando su elegibilidad para el SuperDraft de 2011 y firmando un contrato de Generación Adidas con la Major League Soccer.

### Houston Dynamo
Bruin fue seleccionado en la primera ronda (11.o en la general) del SuperDraft de la MLS de 2011 por el Houston Dynamo. Hizo su debut profesional el 19 de marzo de 2011, en el primer partido de Houston de la temporada 2011, una derrota 1-0 ante el Philadephia Union. Anotó su primer gol como profesional el 11 de abril de 2011 en la victoria 3-1 sobre los Vancouver Whitecaps. Un par de semanas después, el 29 de abril de 2011, anotó su primera tripleta, en la victoria 4-1 sobre el D.C. United.
En 2012 lideró a su equipo con 16 goles (4 de ellos en la postemporada), ayudando al Dynamo a alcanzar la final de la Copa MLS.
Anunció su retiro en febrero de 2024, luego de 13 temporadas.

## Selección nacional
Luego de haber sido convocado por primera vez para un partido amistoso en enero de 2013, Bruin recibió su primer llamado para un torneo oficial el 27 de junio de 2013, cuando fue incluido en la lista de 23 jugadores que representarán a Estados Unidos en la Copa de Oro de la Concacaf de 2013.

## Clubes
| Club                       | País           | Año       |
| -------------------------- | -------------- | --------- |
| Houston Dynamo             | Estados Unidos | 2011-2016 |
| Seattle Sounders FC        | Estados Unidos | 2017-2022 |
| Tacoma Defiance (préstamo) | Estados Unidos | 2019      |
| Austin FC                  | Estados Unidos | 2023      |